# Atraphaxis pungens
Atraphaxis pungens är en slideväxtart som först beskrevs av Friedrich August Marschall von Bieberstein, och fick sitt nu gällande namn av Jaub. & Spach. Atraphaxis pungens ingår i släktet Atraphaxis och familjen slideväxter. Inga underarter finns listade i Catalogue of Life.